# 마누엘 데 고도이
마누엘 데 고도이(Manuel de Godoy y Álvarez de Faria, 1767년 5월 12일 ~ 1851년 10월 7일)는 스페인의 귀족, 정치인이다. 왕실 근위대에 들어간 후 왕비의 정부가 되어 승승장구하였다. 1792년에 총리가 되며 권력을 잡았고 정치에 무심한 국왕 카를로스 4세를 대신하여 왕비와 함께 국정을 운영했다. 그러나 부패하고 무능하였기에 그가 추진한 외교정책들은 재난만 양산하며 국민들의 원성이 늘어갔으며 국정을 도탄의 지경에 빠트렸다.
프랑스 혁명전쟁과 나폴레옹 전쟁기에 급변하는 국제 정세에 적절히 대처하지 못하였고 끝내는 국왕 카를로스 4세가 강제 퇴위당하고 나폴레옹 군대에게 스페인이 점령당하는 비극을 초래하고 말았다. 스페인 독립 이후에도 귀국하지 못한 채 말년에 망명생활을 하다가 파리에서 생을 마감하였다.

## 생애

### 출세
고도이는 1767년 바다호스 지방의 카스투에라(Castuera)에서 하급 귀족가문의 아들로 태어났다. 1784년 왕실 근위대 장교가 되어 마드리드로 상경했다. 스페인의 왕세자 카를로스와 그의 아내 마리아 루이사로부터 총애를 받았다. 왕세자비와 밀통을 하게 되면서 급속도로 승진을 거듭해 1790년 8월, 지휘관이 되었으며 이듬해 7월에는 육군 중장이 되었다. 1791년 총리 플로리다블랑카(Floridablanca)는 고도이와 왕비가 애인 관계에 있다고 폭로하였으나 그는 이듬해 초 실각했다. 후임 아란다(Aranda) 총리 또한 10개월만에 실각하고 1792년 11월 15일, 25세에 고도이는 총리가 되었다. 그는 알쿠디아(Alcúdia) 공작의 작위를 받았으며 황금양모 기사단의 단원이 되었다. 또 이듬해에는 총사령관, 스에카 공작, 알바레즈 후작, 소토 데 로마(Soto de Roma) 경에 봉해졌다.

### 스페인 총리

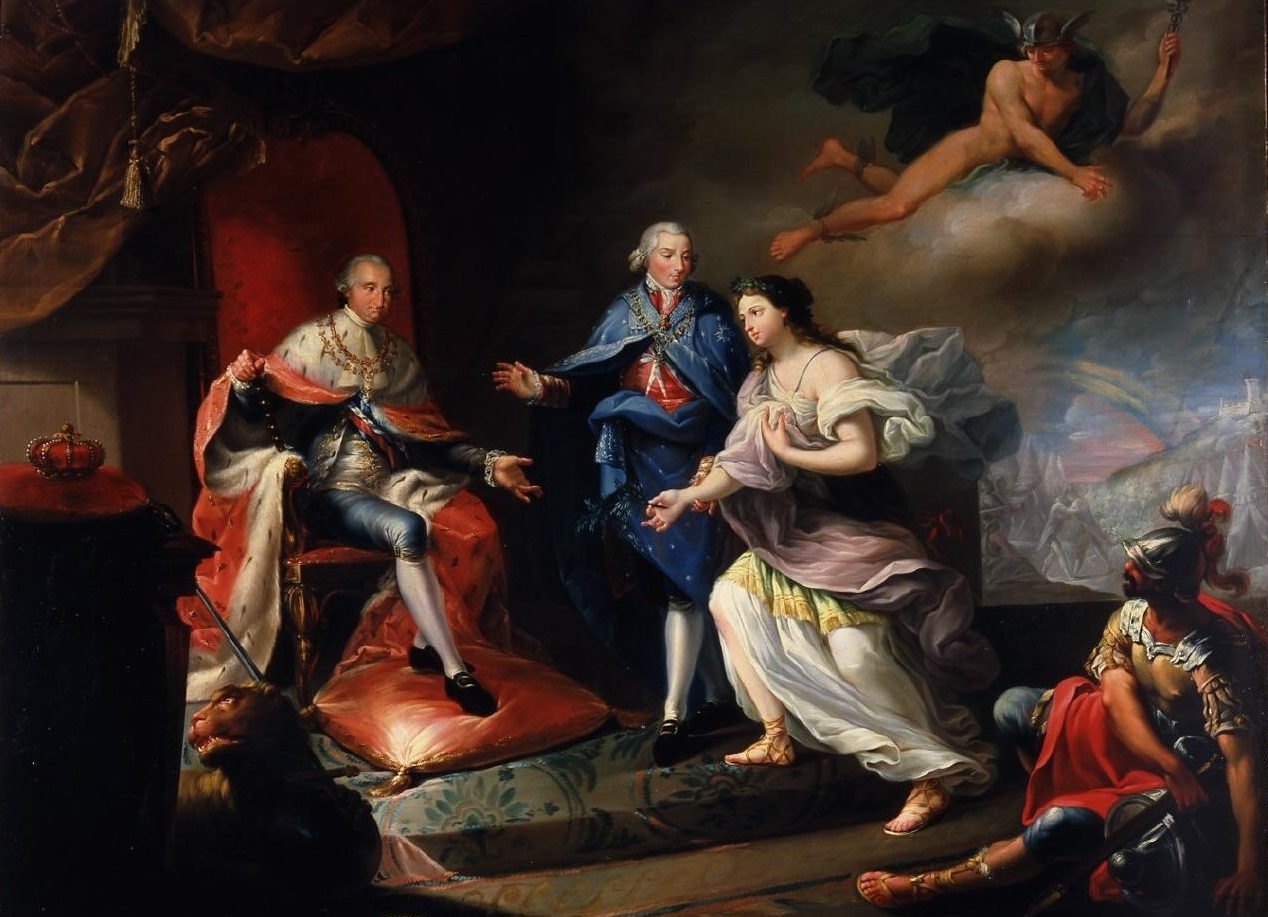
국왕 카를로스 4세와 고도이 총리 (1796년)

총리가 된후 프랑스 혁명으로 처형당할 위기에 놓인 프랑스 국왕 루이 16세를 구하려 했으나 실패했다. 1793년 루이 16세의 처형이 이루어지자, 영국이 주도하는 대불동맹에 합류하며 프랑스 공화정에 대해 강경한 정책을 추진하였다. 제1차 대프랑스 동맹국으로서 프랑스와 전투를 벌인 스페인은 초반에 유리하게 전개 되었으나 1793년 툴롱 포위전과 피레네 전쟁에서 패배하는등 전세가 역전되었다. 1795년 6월 히스파니올라 섬 일부를 프랑스에 넘긴다는 것을 조건으로 바젤 조약을 체결하고 평화 협정을 맺었다. 이 조약으로 고도이는 평화대공(Príncipe de la Paz)이라는 칭호를 받게 되었다.
고도이는 프랑스와의 유대를 강화할 목적으로 2차 산일데폰소 조약(1796년 8월)을 맺어 영국에 대항하는 동맹을 결성했다. 곧 전쟁이 일어났고 스페인은 상비센테 곶 근처의 해전에서 큰 패배를 당했다. 그러나 프랑스는 동맹국으로서 적절한 지원을 하지 않았고 주저없이 스페인과의 관계를 저버렸다. 이로 인해 1798년에 실각하였으나 국정에 대한 영향력은 여전했다.
1801년 총리로 복귀하여 포르투갈에 선전포고를 한후 같은해 5월 20일에 프랑스와 함께 오렌지 전쟁에 참전했다. 스페인 국경 근처의 올리벤사라는 도시를 점령하며 승전한후 포르투갈과 바다호스(Badajoz) 평화조약을 맺었다.(1801년 6월) 포르투갈은 영국 선박들에 대해 자국 항구에 입항을 금하고 프랑스에 상업특권을 부여하며, 올리벤사를 스페인에게 양보하는 한편 브라질의 일부를 프랑스에게 양보하고 배상금을 지불하겠다는 약속을 했다.
이듬해에는 아미앵 조약을 통해 트리니다드섬을 양보하는 대신 메노르카섬을 돌려받았다. 그러나 아미앵 조약으로 맺어진 영국과 프랑스의 평화는 오래 가지 않았고 1805년 스페인은 프랑스와 동맹을 맺고 영국과 전쟁을 하게 되었다. 10월 21일 트라팔가르 해전에서 스페인-프랑스 연합함대가 참패하였다.

### 아란후에스 반란

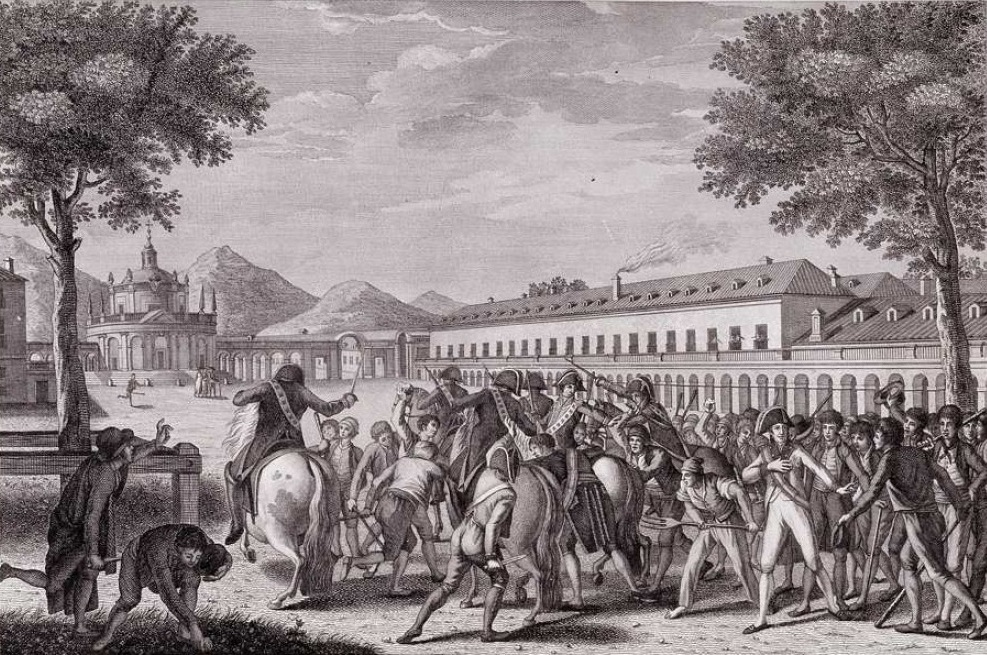
아란후에스 반란 (1808년 3월 18일)

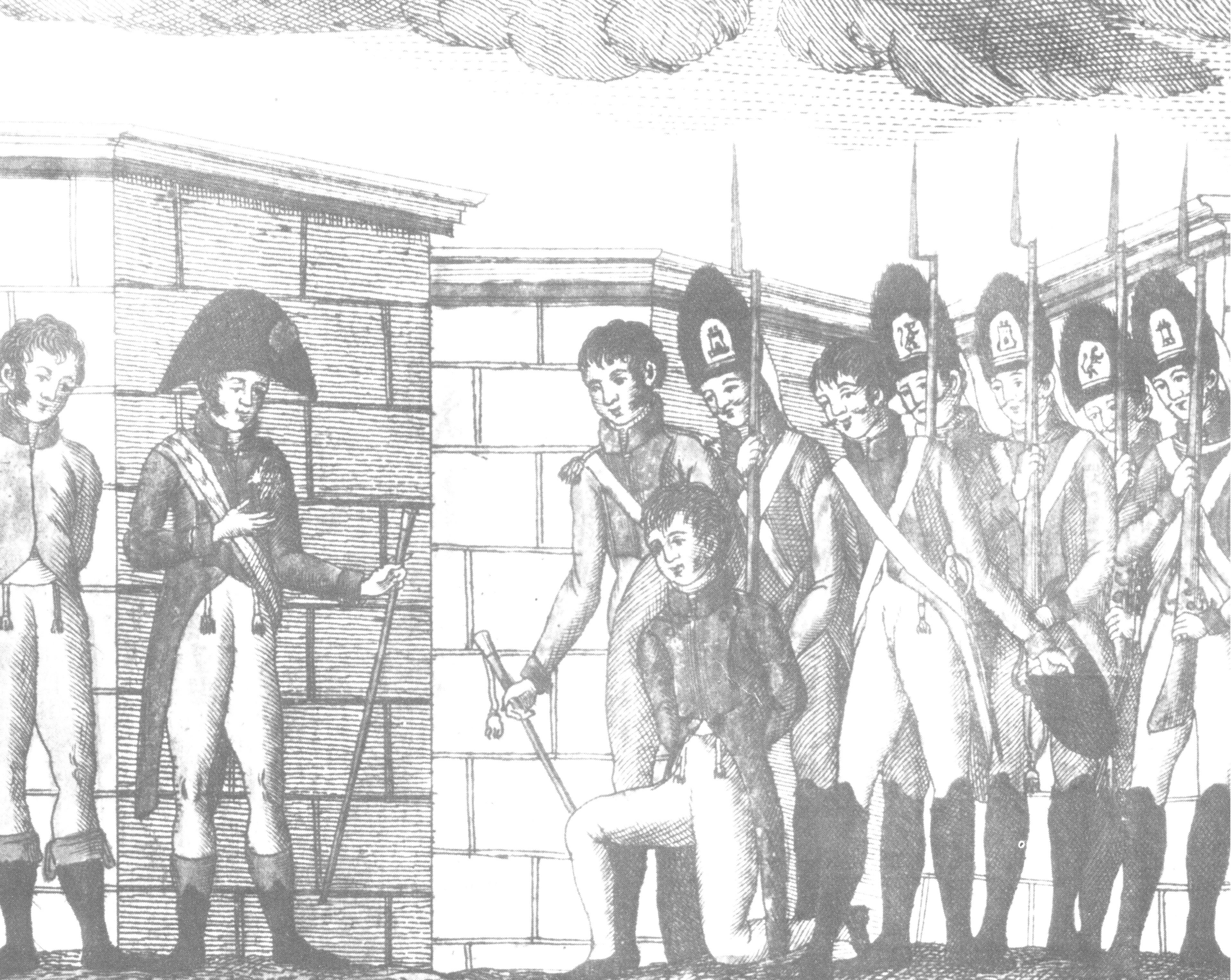
투옥된 고도이와 대화중인 페르난도 7세

나폴레옹이 대륙봉쇄령을 위반한 포르투갈을 응징하려하자 고도이는 1807년 프랑스의 포르투갈 침공에 협력하는 퐁텐블로 조약을 체결하여 향후 자신의 입지를 다지려 했다. 이 조약을 통해 스페인은 포르투갈 점령후 프랑스와 분할 통치한다는 조건하에 프랑스 군대에게 제약 없이 스페인영토를 통과하거나 진주할 수 있는 권리를 내주고 말았다. 이 조약은 고도이 내각이 저지른 최대의 실책이었다. 나폴레옹은 기회를 놓치지 않고 1808년, 포르투갈을 공격한다는 명분으로 스페인내 주요 전략적 요충지에 진지를 구축한후 10만명에 달하는 군대를 상주 시켰다. 이는 사실상 프랑스의 합법적인 스페인 점령에 해당하였다. 뒤늦게 위협을 느낀 국왕 카를로스 4세와 고도이는 마드리드에서 남쪽으로 40km 떨어진 아란후에스(Aranjuez)로 피신하였다.
고도이는 포르투갈처럼 남미로 도피하여 망명정부를 수립하자고 국왕에게 제안하며 철수에 유리한 안달루시아로 이동할 것을 종용했다. 그러나 1808년 3월 18일, 왕세자 페르난도를 지지하는 개혁파가 아란후에스(Aranjuez)에서 반란을 일으키자 뜻을 이루지 못했다. 스페인 왕실과 고도이 내각의 부패와 무능에 지쳐있던 스페인 국민들은 갑작스런 외국 군대의 상주에 강하게 반발하며 개혁을 요구했다. 반란으로 고도이 총리가 투옥되면서 내각이 붕괴되자 이에 굴복한 카를로스 4세는 3월 19일에 퇴위를 결정하였다. 왕세자가 페르난도 7세로 즉위했으나 카를로스 4세가 며칠뒤 퇴위를 번복하며 나폴레옹에게 지지를 요청했다. 이는 기회를 엿보던 나폴레옹에게 스페인 정치에 적극적으로 개입할 수 있는 명분을 제공했다.
나폴레옹은 페르난도 7세를 스페인 국왕으로 인정하지 않았다. 그리고 중재협의를 빌미로 카를로스 4세와 페르난도 7세를 모두 바요나로 오도록 유도하였다. 바요나에 양측이 도착하자 이들을 감금한후 퇴위를 강요했다. 왕국에 대한 모든 권리를 양도한 카를로스 4세는 퐁텐블로로 이송되었고 왕세자 페르난도 7세는 발렌시아 성에 유폐되었다. 왕이 유폐되어 있는 동안 나폴레옹은 스페인이 영국과 양모 밀무역을 하며 대륙봉쇄령을 어겼다는 명분을 내세워 무력으로 스페인을 정복하였다.(1808년 5월) 이후 자신의 친형인 조제프를 스페인 국왕으로 임명하였다. 폐위당한 카를로스 4세와 고도이는 콩피에뉴, 마르세유 등 프랑스의 여러 도시들을 전전하며 망명생활을 하였다.

### 망명 생활
1813년 프랑스가 스페인에서 철수하였고 나폴레옹은 페르난도 7세에게 왕위를 돌려주었다. 귀국한 페르난도 7세는 1814년 4월에 국왕에 즉위하였다. 마르세유와 로마 등지를 떠돌던 고도이 일행에게 카를로스 4세의 아들 페르난도 7세가 귀국하여 즉위했다는 소식이 들려왔다. 그러나 페르난도 7세는 그의 부모와 고도이가 스페인으로 돌아오는 것을 허락하지 않았다. 나폴레옹이 세인트헬레나로 유배되자 고도이 일행은 베로나로 몸을 피했고, 그 뒤 고도이만 페자로에 남은 채 카를로스 4세와 부인은 로마로 향했다. 카를로스 4세의 애인 페피타 투도와 그 아들은 피사에 정착했으며, 고도이는 나폴리에서 카를로스 4세의 임종을 지켰다.
페르난도 7세는 부왕 카를로스 4세의 사후에도 고도이의 귀국을 금지했다. 연금도 받지 못하도록 했으나 1821년 고도이의 딸 카를로타가 로마의 왕족과 결혼하는 것은 허락했다. 고도이는 카를로스 4세의 애첩이자 자신의 애인이었던 페피타와 결혼했고 1832년 파리로 건너가 여생을 보냈다. 1836년에는 비망록을 출판했으며 1847년에는 스페인 정부로부터 지난날 몰수된 재산의 일부를 돌려받았다. 고도이는 1851년 10월 7일 파리에서 죽었고 이듬해 페르 라쉐즈 공동묘지에 이장되었다.

## 가족
1797년 왕비 마리아 루이사는 고도이의 결혼을 주선했고, 그의 신붓감으로 남편 카를로스 4세의 사촌인 마리아 테레사를 택했다. 이는 고도이의 여성편력을 청산하고 동시에 자신과의 염문을 없애기 위한 목적이었다고 한다. 고도이와 마리아 테레사는 그 해 10월 2일 결혼했다. 두 사람 사이에서는 딸 카를로타 루이사가 태어났다. 두 번째 아내이자 오랜 애인이었던 페피타와의 사이에서는 마누엘과 루이스 두 아들을 두었다.